# Zemeros balinus
Zemeros balinus är en fjärilsart som beskrevs av Hans Fruhstorfer 1912. Zemeros balinus ingår i släktet Zemeros och familjen Riodinidae. Inga underarter finns listade i Catalogue of Life.